# Manjeet Kumar
Pour les articles homonymes, voir Kumar.
Manjeet Kumar, né le 10 avril 1996,, est un coureur cycliste indien.

## Biographie
En 2022, Manjeet Kumar représente son pays aux championnats d'Asie, disputés au Tadjikistan. Deux ans plus tard, il se distingue en devenant champion d'Inde sur route, à Bijapur . 

## Palmarès et résultats

### Palmarès par année
- 2024
  -  Champion d'Inde sur route

### Classements mondiaux
| Année                                 | 2022 | 2023 | 2024 |
| ------------------------------------- | ---- | ---- | ---- |
| UCI Asia Tour                         | 250e | nc   | 64e  |
|                                       |      |      |      |
| Légende : nc = non classéSource : UCI |      |      |      |